# Costișa (okręg Suczawa)
Costișa – wieś w Rumunii, w okręgu Suczawa, w gminie Frătăuții Noi. W 2011 roku liczyła 1624 mieszkańców.